# Attaque sur H-3
Guerre Iran-Irak
Batailles
- Opération Kaman 99
- Bataille de Khorramchahr
- Siège d'Abadan
- Opération Morvarid

- Bataille de Nasr
- Attaque sur H-3

- Opération Samen-ol-A'emeh
- Victoire Indéniable
- Beit ol-Moqaddas
- Ramadan

- Opération Anfal
- Valfajr 2
- Valfajr 6
- Badr
- 1re bataille d'Al Faw
- Kerbala 5 et 6
- Nasr 4

- Opération Nous nous en remettons à Dieu
- Opération Mersad

- Opération Sugar
- Opération Earnest Will
- Opération Prime Chance
- Opération Eager Glacier
- Incident de Bridgeton
- Opération Praying Mantis

- Opération Opéra (raid israélien)
- Incident de l’USS Stark
- Vol Iran Air 655

L’opération H-3 est une attaque surprise menée par la force aérienne de la république islamique d'Iran contre une base aérienne irakienne en avril 1981 durant la guerre Iran-Irak.
Véritable succès, elle résulte en une victoire stratégique iranienne avec la destruction de nombreux avions irakiens au sol.
Ce site avait été auparavant attaqué lors de la guerre des Six Jours le 6 juin 1967 par l'aviation israélienne et il le sera ensuite en 1991 et 2003.

## Contexte historique
Entre le 12 et le 22 mars 1981, l'Irak tire deux missiles 9K52 Luna-M contre les villes iraniennes de Dezfoul et de Ahvaz. Quelques jours après ces attaques, la force aérienne iranienne planifie une contre-attaque. Selon les services de renseignement iraniens, les Irakiens ont retiré le gros de la force aérienne irakienne sur la base aérienne H-3 d'Al-Walid près de la frontière jordanienne. Deux escadrons composés d'une dizaine de Tupolev Tu-22, de six bombardiers lourds Tu-16 ainsi que des MiG-23 et Su-17 y sont stationnés.
Pour augmenter leurs chances de succès, les avions iraniens décollent de Tabriz et passent par Mossoul et Kirkouk, la route aérienne étant sécurisée. Les F-4 Phantom II sont ravitaillés en vol par des Boeing 707 opérant clandestinement depuis l'aéroport international d'Istanbul en Turquie.

## Déroulement de l'opération
L'opération débute le 4 avril 1981, une formation de F-4 Phantom décolle depuis Tabriz et survole l'espace aérien irakien. Les avions iraniens volent à base altitude entre les montagnes du nord-ouest de l'Irak et sont ravitaillés par des Boeing 707. La force aérienne irakienne, n'ayant pas été mise en état d'alerte, ne fait décoller aucun de ses intercepteurs. Les Phantom se divisent bientôt en deux sections et attaquent la base aérienne d'Al-Walid (objectif H-3). La piste de la base aérienne est d'abord bombardée afin d'empêcher les avions irakiens de tenter de décoller, puis les pilotes iraniens larguent des bombes sur les hangars et sur les deux stations radar du complexe. L'Irak ne réplique pas, ses défenses anti-aériennes étant affaiblies.
Après l'attaque, chaque avion iranien retourne à sa base. Aucun Phantom n'a été perdu dans le raid. Les Iraniens affirment peu de temps après avoir cloué au sol 48 avions irakiens. Du fait de la proximité du complexe avec la Jordanie et la Syrie, l'Irak accusera les Syriens d'avoir prêté main-forte aux Iraniens dans cette attaque.

## Dans la culture populaire
- The Attack on H3, film de guerre iranien sorti en 1994.